# Discografia di Billie Eilish
La discografia di Billie Eilish, cantautrice statunitense, comprende tre album in studio, un album dal vivo, quattro EP, oltre trenta singoli e oltre venti video musicali.

## Album

### Album in studio
| Anno | Titolo e dettagli | Classifiche | Classifiche | Classifiche | Classifiche | Classifiche | Classifiche | Classifiche | Classifiche | Classifiche | Classifiche | Certificazioni |
| Anno | Titolo e dettagli | USA         | AUS         | CAN         | GER         | IRE         | ITA         | NLD         | NZL         | SWE         | UK          | Certificazioni |
| ---- | --- | ----------- | ----------- | ----------- | ----------- | ----------- | ----------- | ----------- | ----------- | ----------- | ----------- | --- |
| 2019 | When We All Fall Asleep, Where Do We Go? - Pubblicato: 29 marzo 2019 - Etichetta: Darkroom, Interscope - Formati: CD, LP, MC, download digitale, streaming | 1           | 1           | 1           | 3           | 1           | 3           | 1           | 1           | 1           | 1           | - USA: Platino (4) - AUS: Platino (5) - CAN: Platino (5) - FRA: Platino (3) - GER: Platino - ITA: Platino (3) - NZL: Platino (6) - UK: Platino (3)    |
| 2021 | Happier than Ever - Pubblicato: 30 luglio 2021 - Etichetta: Darkroom, Interscope - Formati: CD, LP, MC, download digitale, streaming                       | 1           | 1           | 1           | 1           | 1           | 1           | 1           | 1           | 1           | 1           | - AUS: Platino - CAN: Platino (2) - FRA: Platino (2) - GER: Oro - ITA: Oro - NZL: Platino (2) - UK: Oro                                               |
| 2024 | Hit Me Hard and Soft - Pubblicato: 17 maggio 2024 - Etichetta: Darkroom, Interscope - Formati: CD, LP, MC, download digitale, streaming                    | 2           | 1           | 1           | 1           | 1           | 2           | 1           | 1           | 1           | 1           | - USA: Platino (2) - AUS: Platino - CAN: Platino (3) - FRA: Platino (2) - GER: Platino - ITA: Platino - NZL: Platino - SWE: Platino (2) - UK: Platino |

### Album dal vivo
| Anno | Titolo e dettagli                                                                            | Classifiche |
| Anno | Titolo e dettagli                                                                            | USA         |
| ---- | -------------------------------------------------------------------------------------------- | ----------- |
| 2019 | Live at Third Man Records - Pubblicato: 6 dicembre 2019 - Etichetta: Third Man - Formato: LP | 55          |

## Extended play
| Anno                                                                                     | Titolo e dettagli | Classifiche | Classifiche | Classifiche | Classifiche | Classifiche | Classifiche | Classifiche | Classifiche | Classifiche | Classifiche | Certificazioni |
| Anno                                                                                     | Titolo e dettagli | USA         | AUS         | CAN         | GER         | IRE         | ITA         | NLD         | NZL         | SWE         | UK          | Certificazioni |
| ---------------------------------------------------------------------------------------- | --- | ----------- | ----------- | ----------- | ----------- | ----------- | ----------- | ----------- | ----------- | ----------- | ----------- | --- |
| 2017                                                                                     | Don't Smile at Me - Pubblicato: 11 agosto 2017 - Etichetta: Darkroom, Interscope - Formati: CD, LP, download digitale, streaming         | 14          | 6           | 10          | 41          | 4           | 61          | 10          | 3           | 4           | 12          | - USA: Platino - AUS: Platino (2) - CAN: Platino - FRA: Platino (2) - GER: Oro - ITA: Platino - NZL: Platino (3) - UK: Platino (2) |
| 2017                                                                                     | Up Next Session: Billie Eilish - Pubblicato: 20 settembre 2017 - Etichetta: Darkroom, Interscope - Formati: Download digitale, streaming | —           | —           | —           | —           | —           | —           | —           | —           | —           | —           | |
| 2019                                                                                     | Live at the Steve Jobs Theater - Pubblicato: 19 dicembre 2019 - Etichetta: Darkroom, Interscope - Formati: Download digitale, streaming  | —           | —           | —           | —           | —           | —           | —           | —           | —           | —           | |
| 2022                                                                                     | Guitar Songs - Pubblicato: 21 luglio 2022 - Etichetta: Darkroom, Interscope - Formati: Download digitale, streaming                      | —           | —           | —           | —           | —           | —           | —           | —           | —           | —           | |
| "—" indica che l'opera non si è classificata o che non è stata pubblicata in quel paese. | |             |             |             |             |             |             |             |             |             |             | |

## Singoli

### Come artista principale
| Anno                                                                                     | Titolo                         | Classifiche | Classifiche | Classifiche | Classifiche | Classifiche | Classifiche | Classifiche | Classifiche | Classifiche | Classifiche | Certificazioni | Album di provenienza                                                       |
| Anno                                                                                     | Titolo                         | USA         | AUS         | CAN         | GER         | IRE         | ITA         | NLD         | NZL         | SWE         | UK          | Certificazioni | Album di provenienza                                                       |
| ---------------------------------------------------------------------------------------- | ------------------------------ | ----------- | ----------- | ----------- | ----------- | ----------- | ----------- | ----------- | ----------- | ----------- | ----------- | --- | -------------------------------------------------------------------------- |
| 2016                                                                                     | Six Feet Under                 | —           | —           | —           | —           | —           | —           | —           | —           | —           | —           | - USA: Oro - AUS: Platino - CAN: Oro - FRA: Oro - UK: Argento | /                                                                          |
| 2016                                                                                     | Ocean Eyes                     | 84          | 58          | 68          | —           | 50          | —           | —           | 38          | 88          | 72          | - USA: Platino (3) - AUS: Platino (6) - CAN: Platino (3) - FRA: Diamante - GER: Oro - ITA: Platino - NZL: Platino - UK: Platino (3)                               | Don't Smile at Me                                                          |
| 2017                                                                                     | Bellyache                      | 103         | 66          | 65          | —           | 39          | —           | —           | —           | —           | 79          | - USA: Platino (2) - AUS: Platino (4) - CAN: Platino - FRA: Oro - GER: Oro - ITA: Oro - UK: Platino                                                               | Don't Smile at Me                                                          |
| 2017                                                                                     | Bored                          | —           | —           | —           | 88          | 82          | —           | —           | —           | 57          | —           | - USA: Oro - AUS: Platino - CAN: Platino (3) - FRA: Platino - ITA: Oro - UK: Oro                                                                                  | 13 Reasons Why (A Netflix Original Series Soundtrack)                      |
| 2017                                                                                     | Watch                          | —           | —           | —           | —           | —           | —           | —           | —           | —           | —           | - USA: Platino - AUS: Platino - CAN: Platino - FRA: Oro - UK: Oro                                                                                                 | Don't Smile at Me                                                          |
| 2017                                                                                     | Copycat                        | 112         | —           | 100         | —           | —           | —           | —           | —           | —           | —           | - USA: Platino - AUS: Platino - CAN: Platino - FRA: Oro - UK: Oro                                                                                                 | Don't Smile at Me                                                          |
| 2017                                                                                     | Idontwannabeyouanymore         | 96          | —           | 60          | —           | —           | —           | —           | —           | —           | 78          | - USA: Platino (2) - AUS: Platino (2) - CAN: Platino - FRA: Platino - ITA: Oro - UK: Platino                                                                      | Don't Smile at Me                                                          |
| 2017                                                                                     | My Boy                         | —           | —           | —           | —           | —           | —           | —           | —           | —           | —           | - USA: Platino - AUS: Platino - CAN: Platino - UK: Oro | Don't Smile at Me                                                          |
| 2017                                                                                     | &Burn (feat. Vince Staples)    | —           | —           | —           | —           | —           | —           | —           | —           | —           | —           | - USA: Oro - AUS: Platino - CAN: Oro - UK: Argento | Don't Smile at Me                                                          |
| 2018                                                                                     | Bitches Broken Hearts          | —           | —           | —           | —           | —           | —           | —           | —           | —           | —           | - USA: Platino - AUS: Platino - CAN: Platino (2) - UK: Argento | Don't Smile at Me e When We All Fall Asleep, Where Do We Go?               |
| 2018                                                                                     | Lovely (con Khalid)            | 64          | 5           | 46          | 78          | 25          | —           | 55          | 4           | 51          | 47          | - USA: Diamante - AUS: Platino (11) - CAN: Diamante - FRA: Platino - GER: Oro (3) - ITA: Platino (2) - NZL: Platino (2) - SWE: Platino - UK: Platino (3)          | 13 Reasons Why: Season 2 (Music from the Original TV Series)               |
| 2018                                                                                     | Party Favor                    | —           | —           | —           | —           | —           | —           | —           | —           | —           | —           | - USA: Oro - AUS: Oro - CAN: Oro - UK: Argento | Don't Smile at Me                                                          |
| 2018                                                                                     | You Should See Me in a Crown   | 41          | 16          | 27          | 79          | 68          | 92          | 59          | —           | 43          | 60          | - USA: Platino (2) - AUS: Platino (3) - CAN: Platino (2) - GER: Oro - ITA: Oro - UK: Platino                                                                      | When We All Fall Asleep, Where Do We Go?                                   |
| 2018                                                                                     | When the Party's Over          | 29          | 7           | 14          | 45          | 7           | 84          | 34          | 3           | 10          | 21          | - USA: Platino (4) - AUS: Platino (6) - CAN: Platino (4) - FRA: Diamante - GER: Platino - ITA: Platino - NZL: Platino (2) - SWE: Platino (3) - UK: Platino (3)    | When We All Fall Asleep, Where Do We Go?                                   |
| 2018                                                                                     | Come Out and Play              | 69          | 23          | 36          | —           | 21          | —           | 77          | 17          | 69          | 47          | - AUS: Platino - CAN: Platino - UK: Argento | When We All Fall Asleep, Where Do We Go?                                   |
| 2019                                                                                     | When I Was Older               | —           | —           | —           | —           | —           | —           | —           | —           | —           | —           | - CAN: Oro | Music Inspired by the Film Roma e When We All Fall Asleep, Where Do We Go? |
| 2019                                                                                     | Bury a Friend                  | 14          | 3           | 10          | 14          | 2           | 27          | 10          | 2           | 1           | 6           | - USA: Platino (3) - AUS: Platino (4) - CAN: Platino (3) - FRA: Platino - GER: Oro - ITA: Platino - NZL: Platino - UK: Platino (2)                                | When We All Fall Asleep, Where Do We Go?                                   |
| 2019                                                                                     | Wish You Were Gay              | 31          | 5           | 12          | 52          | 6           | 69          | 35          | 2           | 13          | 13          | - USA: Platino - AUS: Platino (2) - CAN: Oro - ITA: Oro - NZL: Oro - UK: Platino                                                                                  | When We All Fall Asleep, Where Do We Go?                                   |
| 2019                                                                                     | Bad Guy                        | 1           | 1           | 1           | 4           | 2           | 2           | 5           | 1           | 2           | 2           | - USA: Diamante - AUS: Platino (11) - CAN: Platino (6) - FRA: Diamante - GER: Diamante - ITA: Platino (4) - NZL: Platino (3) - UK: Platino (5) - SWE: Platino (4) | When We All Fall Asleep, Where Do We Go?                                   |
| 2019                                                                                     | All the Good Girls Go to Hell  | 46          | 8           | 19          | 63          | 52          | 70          | 42          | 9           | 25          | 77          | - USA: Platino - AUS: Platino - CAN: Platino - FRA: Oro - ITA: Oro - UK: Platino                                                                                  | When We All Fall Asleep, Where Do We Go?                                   |
| 2019                                                                                     | Everything I Wanted            | 8           | 2           | 6           | 9           | 1           | 20          | 4           | 2           | 3           | 3           | - USA: Platino (3) - AUS: Platino (4) - CAN: Platino (4) - FRA: Platino - GER: Platino - ITA: Platino - NZL: Platino - UK: Platino (2)                            | When We All Fall Asleep, Where Do We Go?                                   |
| 2020                                                                                     | No Time to Die                 | 16          | 4           | 11          | 5           | 1           | 25          | 3           | 9           | 3           | 1           | - USA: Platino - AUS: Platino - CAN: Platino (2) - FRA: Platino - GER: Oro - ITA: Oro - NZL: Oro - UK: Platino                                                    | No Time to Die Soundtrack                                                  |
| 2020                                                                                     | Ilomilo                        | 62          | 23          | 38          | 98          | —           | 94          | 63          | —           | 63          | —           | - USA: Oro - AUS: Platino - CAN: Oro - FRA: Oro - ITA: Oro - UK: Oro                                                                                              | When We All Fall Asleep, Where Do We Go?                                   |
| 2020                                                                                     | My Future                      | 6           | 3           | 9           | 47          | 8           | 60          | 30          | 4           | 12          | 7           | - AUS: Oro - CAN: Platino (2) - FRA: Oro - UK: Argento | Happier than Ever                                                          |
| 2020                                                                                     | Therefore I Am                 | 2           | 3           | 2           | 5           | 1           | 15          | 11          | 1           | 4           | 2           | - AUS: Platino (2) - CAN: Platino (4) - FRA: Platino - GER: Oro - ITA: Platino - NZL: Oro - UK: Platino                                                           | Happier than Ever                                                          |
| 2021                                                                                     | Lo vas a olvidar (con Rosalía) | 62          | —           | 50          | 63          | 23          | 74          | 50          | —           | 37          | 35          | | Euphoria: Music from the HBO Original Series                               |
| 2021                                                                                     | Your Power                     | 10          | 9           | 6           | 17          | 3           | 42          | 9           | 5           | 3           | 5           | - AUS: Oro - CAN: Platino (2) - FRA: Oro - ITA: Oro - UK: Oro | Happier than Ever                                                          |
| 2021                                                                                     | Lost Cause                     | 27          | 18          | 16          | 45          | 9           | 88          | 48          | 15          | 25          | 14          | - CAN: Platino - UK: Argento | Happier than Ever                                                          |
| 2021                                                                                     | NDA                            | 39          | 16          | 18          | 35          | 13          | —           | 55          | 14          | 25          | 23          | - CAN: Platino - UK: Argento | Happier than Ever                                                          |
| 2021                                                                                     | Happier than Ever              | 11          | 3           | 6           | 23          | 3           | 53          | 15          | 4           | 13          | 4           | - AUS: Platino (3) - CAN: Platino (6) - FRA: Platino - GER: Oro - ITA: Platino - NZL: Platino (2) - UK: Platino (2)                                               | Happier than Ever                                                          |
| 2023                                                                                     | What Was I Made For?           | 14          | 1           | 10          | 9           | 1           | 61          | 5           | 2           | 5           | 1           | - USA: Platino - CAN: Platino (4) - FRA: Diamante - GER: Oro - ITA: Platino - NZL: Platino - UK: Platino (2)                                                      | Barbie: The Album                                                          |
| 2024                                                                                     | Lunch                          | 5           | 5           | 7           | 5           | 4           | 33          | 4           | 2           | 4           | 2           | - USA: Platino - CAN: Platino (2) - FRA: Platino - ITA: Oro - NZL: Oro - UK: Platino                                                                              | Hit Me Hard and Soft                                                       |
| 2024                                                                                     | Birds of a Feather             | 9           | 5           | 8           | 23          | 4           | 78          | 4           | 3           | 13          | 4           | - USA: Platino (5) - CAN: Platino (8) - FRA: Diamante - GER: Oro - ITA: Platino - NZL: Platino (2) - UK: Platino (3)                                              | Hit Me Hard and Soft                                                       |
| 2025                                                                                     | Chihiro                        | 12          | 7           | 3           | 12          | 11          | 12          | 10          | 9           | 23          | 7           | - USA: Platino - CAN: Platino (2) - FRA: Platino - UK: Platino | Hit Me Hard and Soft                                                       |
| 2025                                                                                     | Wildflower                     | 17          | 14          | 20          | —           | —           | —           | —           | 11          | 63          | 30          | - USA: Platino (2) - CAN: Platino (4) - FRA: Platino - NZL: Oro - UK: Oro                                                                                         | Hit Me Hard and Soft                                                       |
| "—" indica che l'opera non si è classificata o che non è stata pubblicata in quel paese. |                                |             |             |             |             |             |             |             |             |             |             | |                                                                            |

### Come artista ospite
| Anno | Titolo                                 | Classifiche | Classifiche | Classifiche | Classifiche | Classifiche | Classifiche | Classifiche | Classifiche | Classifiche | Classifiche | Certificazioni                                             | Album di provenienza                                   |
| Anno | Titolo                                 | USA         | AUS         | CAN         | GER         | IRE         | ITA         | NLD         | NZL         | SWE         | UK          | Certificazioni                                             | Album di provenienza                                   |
| ---- | -------------------------------------- | ----------- | ----------- | ----------- | ----------- | ----------- | ----------- | ----------- | ----------- | ----------- | ----------- | ---------------------------------------------------------- | ------------------------------------------------------ |
| 2024 | Guess (Charli XCX feat. Billie Eilish) | 12          | 1           | 9           | 14          | 2           | 49          | 14          | 1           | 7           | 1           | - AUS: Platino - CAN: Platino (2) - FRA: Oro - UK: Platino | Brat and It's Completely Different but Also Still Brat |

## Altri brani entrati in classifica
| Anno                                                        | Titolo                    | Classifiche | Classifiche | Classifiche | Classifiche | Classifiche | Classifiche | Classifiche | Classifiche | Classifiche | Classifiche | Certificazioni                                                                           | Album di provenienza                     |
| Anno                                                        | Titolo                    | USA         | AUS         | CAN         | GER         | IRE         | ITA         | NLD         | NZL         | SWE         | UK          | Certificazioni                                                                           | Album di provenienza                     |
| ----------------------------------------------------------- | ------------------------- | ----------- | ----------- | ----------- | ----------- | ----------- | ----------- | ----------- | ----------- | ----------- | ----------- | ---------------------------------------------------------------------------------------- | ---------------------------------------- |
| 2017                                                        | Hostage                   | —           | —           | —           | —           | —           | —           | —           | —           | —           | —           | - USA: Platino - AUS: Platino - CAN: Platino - UK: Oro                                   | Don't Smile at Me                        |
| 2019                                                        | !!!!!!!                   | —           | —           | 79          | —           | —           | —           | —           | —           | —           | —           |                                                                                          | When We All Fall Asleep, Where Do We Go? |
| 2019                                                        | Xanny                     | 35          | 10          | 26          | 78          | 99          | 91          | 48          | 22          | 32          | —           | - USA: Platino - AUS: Platino - CAN: Oro - UK: Oro                                       | When We All Fall Asleep, Where Do We Go? |
| 2019                                                        | 8                         | 79          | 35          | 52          | —           | —           | —           | —           | 83          | 77          | —           | - USA: Oro - AUS: Oro - CAN: Platino                                                     | When We All Fall Asleep, Where Do We Go? |
| 2019                                                        | My Strange Addiction      | 43          | 12          | 21          | 86          | 39          | 100         | 51          | 21          | 46          | —           | - USA: Platino - AUS: Platino - CAN: Platino - FRA: Oro - UK: Oro                        | When We All Fall Asleep, Where Do We Go? |
| 2019                                                        | Listen Before I Go        | 63          | 29          | 42          | —           | —           | —           | 73          | —           | 71          | —           | - USA: Oro - AUS: Platino - CAN: Oro - FRA: Oro - UK: Oro                                | When We All Fall Asleep, Where Do We Go? |
| 2019                                                        | I Love You                | 53          | 20          | 35          | —           | —           | —           | 61          | 38          | 47          | —           | - USA: Platino - AUS: Platino (2) - CAN: Platino - FRA: Platino - ITA: Oro - UK: Platino | When We All Fall Asleep, Where Do We Go? |
| 2019                                                        | Goodbye                   | 104         | —           | 69          | —           | —           | —           | —           | —           | —           | —           | - AUS: Oro - CAN: Platino - UK: Argento                                                  | When We All Fall Asleep, Where Do We Go? |
| 2021                                                        | Getting Older             | 69          | 35          | 41          | —           | 23          | —           | 60          | 32          | —           | 28          | - CAN: Oro - UK: Argento                                                                 | Happier than Ever                        |
| 2021                                                        | I Didn't Change My Number | 80          | 45          | 52          | —           | —           | —           | 64          | —           | —           | —           | - CAN: Oro - UK: Argento                                                                 | Happier than Ever                        |
| 2021                                                        | Billie Bossa Nova         | 70          | 40          | 46          | —           | —           | —           | —           | —           | —           | —           | - CAN: Oro - FRA: Oro                                                                    | Happier than Ever                        |
| 2021                                                        | Oxytocin                  | 72          | 38          | 47          | —           | 24          | —           | —           | —           | —           | 32          | - CAN: Oro                                                                               | Happier than Ever                        |
| 2021                                                        | Goldwing                  | 103         | —           | 72          | —           | —           | —           | —           | —           | —           | —           |                                                                                          | Happier than Ever                        |
| 2021                                                        | Halley's Comet            | 90          | —           | 59          | —           | —           | —           | —           | —           | —           | —           | - UK: Argento                                                                            | Happier than Ever                        |
| 2021                                                        | Not My Responsibility     | 120         | —           | 98          | —           | —           | —           | —           | —           | —           | —           |                                                                                          | Happier than Ever                        |
| 2021                                                        | Overheated                | 109         | —           | 85          | —           | —           | —           | —           | —           | —           | —           |                                                                                          | Happier than Ever                        |
| 2021                                                        | Everybody Dies            | 114         | —           | 90          | —           | —           | —           | —           | —           | —           | —           |                                                                                          | Happier than Ever                        |
| 2021                                                        | Male Fantasy              | 102         | —           | 62          | —           | —           | —           | —           | —           | —           | —           | - CAN: Oro - UK: Argento                                                                 | Happier than Ever                        |
| 2022                                                        | TV                        | 52          | 23          | 30          | 81          | 17          | —           | 78          | 17          | 22          | 23          | - CAN: Platino - FRA: Oro - UK: Platino                                                  | Guitar Songs                             |
| 2022                                                        | The 30th                  | 79          | 31          | 48          | —           | 20          | —           | 100         | 22          | —           | 33          | - CAN: Oro - UK: Argento                                                                 | Guitar Songs                             |
| 2023                                                        | Hotline                   | —           | —           | —           | —           | 47          | —           | —           | 33          | —           | 69          | - FRA: Oro                                                                               | /                                        |
| 2024                                                        | Skinny                    | 18          | 13          | 22          | —           | —           | —           | —           | 10          | 56          | —           | - USA: Oro - CAN: Oro                                                                    | Hit Me Hard and Soft                     |
| 2024                                                        | The Greatest              | 24          | 18          | 27          | —           | 86          | —           | —           | 16          | 76          | 69          | - USA: Platino - CAN: Platino - UK: Argento                                              | Hit Me Hard and Soft                     |
| 2024                                                        | The Diner                 | 31          | 22          | 32          | —           | —           | —           | —           | 19          | 100         | —           | - USA: Oro - CAN: Oro - UK: Argento                                                      | Hit Me Hard and Soft                     |
| 2024                                                        | Bittersuite               | 36          | 23          | 34          | —           | —           | —           | —           | 20          | —           | —           | - USA: Oro                                                                               | Hit Me Hard and Soft                     |
| 2024                                                        | Blue                      | 25          | 20          | 23          | —           | —           | —           | —           | 13          | 54          | —           | - USA: Oro - CAN: Platino - FRA: Oro - UK: Argento                                       | Hit Me Hard and Soft                     |
| "—" indica che l'opera non si è classificata in quel paese. |                           |             |             |             |             |             |             |             |             |             |             |                                                                                          |                                          |